# Oberbegriff, Mittelbegriff und Unterbegriff
Oberbegriff (lat. terminus maior, griech. πρώτος ὅρος [prôtos horos]), Mittelbegriff (terminus medius, μέσος ὅρος [mesos horos]) und Unterbegriff (terminus minor, εσχατος ὅρος [eschatos horos]) sind Begriffe aus der Syllogistik, einem im 4. Jahrhundert v. Chr. von Aristoteles aufgestellten logischen System. Die Syllogistik untersucht die Gültigkeit von Syllogismen (Argumenten einer bestimmten Form, siehe Bild). In einem Syllogismus wird aus zwei Voraussetzungen (Prämissen) eine Schlussfolgerung (Konklusion) gezogen. Sowohl die Prämissen als auch die Konklusion haben dabei notwendigerweise die Form eines kategorischen Urteils – oder mit anderen Worten, sie sind Aussagen der Form „Alle/Einige/Kein S sind/ist P“.
Die in einem Syllogismus auftretenden Begriffe werden nach der Stelle ihres Vorkommens Oberbegriff, Mittelbegriff und Unterbegriff genannt. Folgendes Beispiel zeigt die Stellung der einzelnen Begriffe in einem Syllogismus:
Die Bezeichnungen „Oberbegriff“ und „Unterbegriff“ haben keine inhaltliche Bedeutung; sie rühren lediglich von den traditionellen Bezeichnungen der beiden Prämissen her.